# 鈴木煉瓦製造場

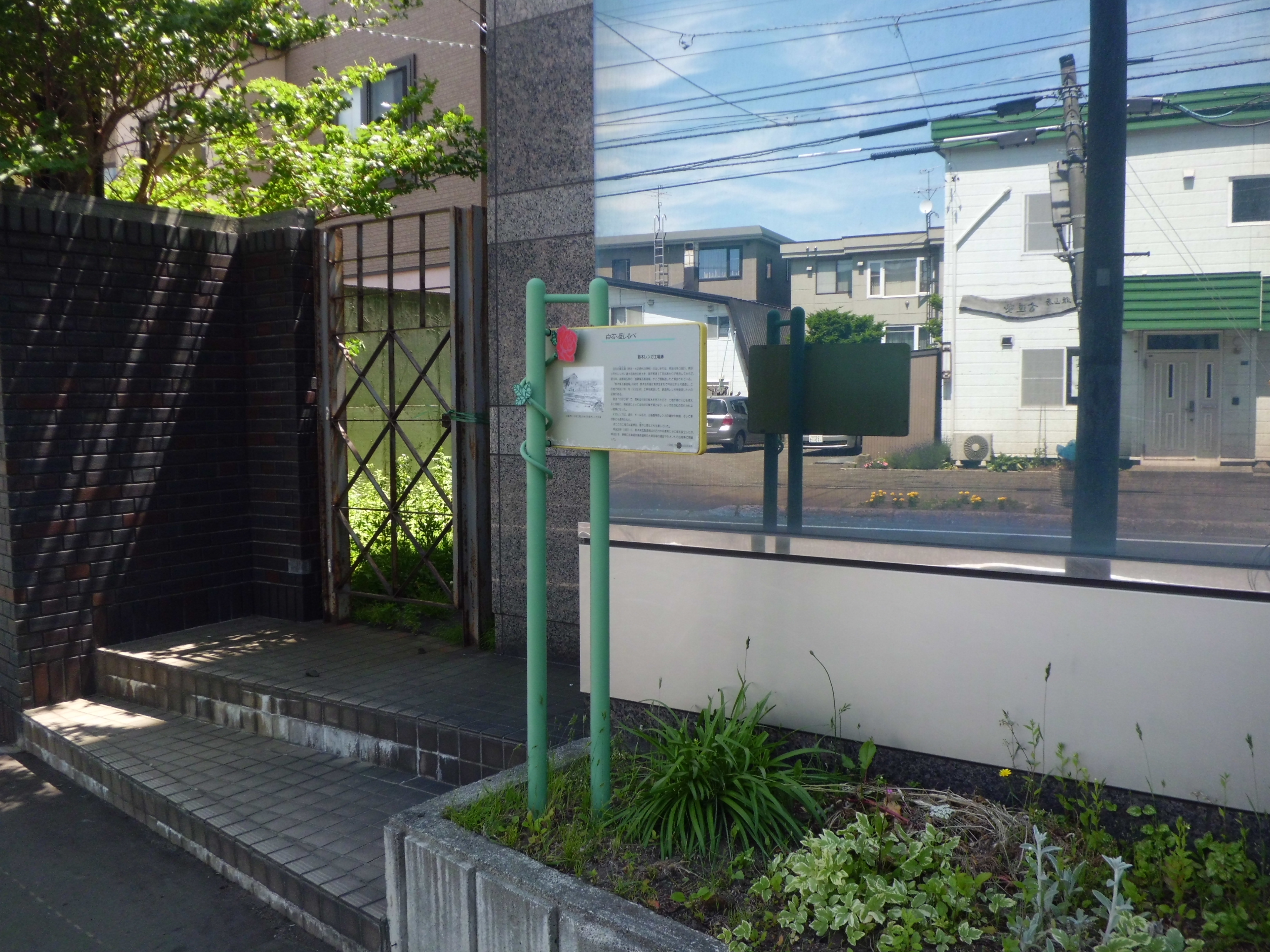
「白石歴しるべ」表示板：鈴木レンガ工場跡

鈴木煉瓦製造場（すずきレンガせいぞうば）は、かつて北海道白石村に所在した煉瓦工場。さっぽろ・ふるさと文化百選のNo.061「レンガ工場跡」として選定されている。
札幌市白石区は鈴木煉瓦製造場を記念する「白石歴しるべ」表示板を平和通6丁目南3に建てているが（北緯43度02分59.3秒 東経141度24分54.7秒 / 北緯43.049806度 東経141.415194度）、『新札幌市史』では工場の所在地を白石村87番地、後の本通9丁目南としている（北緯43度02分34.1秒 東経141度25分5秒 / 北緯43.042806度 東経141.41806度）。工場長を務めた長浜久松の息子である長浜万蔵も、白石駅前に分工場があったが、本工場は本通9丁目南だったと証言している。

## 歴史
札幌市内最古の煉瓦工場については1877年（明治10年）、浦河通（後の中央区東2丁目）の工藤宇三郎が開拓使工業局に11000本の煉瓦を納入したという記録が残る。ただ、この工藤工場は年報や統計書などに記載が見られないことから、短命に終わったものと考えられる。
鈴木煉瓦製造場の創始者である鈴木佐兵衛はもともと東京で農業に従事していたが、1874年（明治7年）に煉瓦製造を始め、工夫を重ねて良品を得る「鈴木式煉瓦焼窯」を開発して工部省などへ製品を供給した。1880年（明治13年）には工部省の招きで秋田県の阿仁鉱山の煉瓦を製造し、その縁で1882年（明治15年）9月に札幌を訪れた。
1884年（明治17年）7月、農商務省北海道事業管理局鉄道科の平井晴二郎から要請を受けた鈴木佐兵衛は、官営幌内鉄道用の煉瓦工場を白石村に設置した。1886年（明治19年）からは北海道庁本庁舎や北有社鉄道用煉瓦を供給したほか、この年には月寒村に瓦用の工場を建てている。さらに北海道製麻会社の建築煉瓦も供給したが、佐兵衛は1889年（明治22年）3月に病没した。
佐兵衛の長男である鈴木豊三郎（初代）は、亡父の跡を継いで製品の改良や事業の拡大に努めた。だが札幌の煉瓦製造業は、1898年（明治31年）に野幌煉瓦工場という強力な競争相手が出現したころから、衰微を始めていた。豊三郎は1900年（明治33年）に耐寒瓦屋根の特許を取得し、歩兵第25連隊兵舎などへ供給した。初代豊三郎は1921年（大正10年）9月に没した。
ところが父の名を継いだ2代目豊三郎は、その父の死から1年後あまりの1922年（大正11年）11月に没してしまう。3代目豊三郎を襲名したのは、初代の娘婿にあたる福岡清春だった。もともと鉄道技師だった清春は燃焼機関に詳しく、初の日本国産貯炭式ストーブを開発した人物である。煉瓦製造業が衰えていた鈴木家は、これ以降、貯炭式ストーブの製造販売事業に力を注いでいく。
鈴木煉瓦製造場の廃業時期は、鈴木家の記録が焼失していることから正確には不明であるが、大正時代の末まで操業していたという証言がある。この時期に廃業した煉瓦製造業者は鈴木煉瓦製造場だけに留まらないが、これは大口の需要先であった鉄道敷設が一段落したこと、濃尾地震や関東大震災で大きな被害を受けた煉瓦造の建築は地震の多い日本に不向きとみなされたこと、鉄筋コンクリートが普及を始めたことなどにより、業界そのものが衰退していったためと考えられる。
製造場の閉鎖後、本工場の工場長を務めた長浜家は、牧場経営に転業した。また鈴木家は、鋳物の本場である埼玉県川口市に清春が設立したストーブ工場の跡地を活用して、21世紀初頭現在では不動産業を営んでいる。

## 本工場の概要
本工場の土地は、仙台藩から入植してきた片倉氏の家臣・大泉安定の所有地を購入した。なお安定は、俳優の大泉洋の高祖父にあたる。
広さは10ヘクタールほどで、約100人が働いていた。敷地内には職人が居住する長屋のような家が2棟あった。職人は本州から来た者が多かったが、それ以外には白石村の農家から畑作業の合間を見て出稼ぎに来る人もいた。また、できた煉瓦を10本ごとに束ねて馬車に積み込むのは、農家の女性が日雇いで務めていた。
工場の所在地は良質の粘土が産出する場所であり、表面の土をクワで掘れば、褐色の煉瓦用粘土が出てきた。重機などない時代なので、掘った粘土はモッコで運び出して馬車に乗せ、工場に搬入した。工場内では粘土と水をこね合わせ、足で型に押し込んでから天日で乾かし、登り窯で焼いた。火入れから煉瓦が完成するまで、3昼夜を要した。窯の燃料は、当初工場周辺で切り出した木を使っていたが、そのうちに早来から汽車で薪を取り寄せるようになり、それも手に入りにくくなると石炭を使うように変わった。
煉瓦製造の天敵は雨だった。天日乾燥ができなくなるのはもちろんのこと、当時は道路が舗装されていないため製品を札幌に出荷する馬車がぬかるみにはまって動けなくなり、そのうえ豊平川に架かった橋が流されることまであった。
また、冬季は煉瓦を乾燥させることができなくなるので、11月から4月中旬くらいまで工場は休業していた。仕事のなくなった職人や農家の人たちの中には、札幌に出向いて日雇いで屋根の雪下ろしをする者も多かったらしい。
毎年6月の札幌祭りは特別な時期で、ふだんは着物姿の人たちが、工場の名前を染め抜いた法被を身にまとったという。